# چاه امین
چاه امین یک منطقهٔ مسکونی در ایران است که در دهستان حومه (گناباد) واقع شده‌است.